# Pygopleurus samai
Pygopleurus samai là một loài bọ cánh cứng trong họ Glaphyridae. Loài này được Keith miêu tả khoa học năm 2001.